# ملوانک‌واران
ملوانک‌واران (نام علمی: Nautiloidea) نام یک زیررده از رده سرپایان است.